# Großsteingräber bei Alt Stassow
Die Großsteingräber bei Alt Stassow sind vier megalithische Grabanlagen der jungsteinzeitlichen Trichterbecherkultur bei Alt Stassow, einem Ortsteil von Grammow im Landkreis Rostock (Mecklenburg-Vorpommern). Sie tragen die Sprockhoff-Nummern 360–363. Sie wurden 1970 unter Leitung von Ewald Schuldt archäologisch untersucht.

## Lage
Die Gräber befinden sich in einem Waldstück östlich von Alt Stassow, in der Nähe der Gemeindegrenze zu Nustrow. Die Gräber 1–3 bilden eine westnordwest-ostsüdöstlich verlaufende Gruppe. Grab 2 ist 100 m von Grab 1 entfernt, Grab 3 weitere 120 m. Grab 4 befindet sich 400 m südlich dieser Gruppe. Die Anlagen sind nicht direkt über einen Weg erreichbar. 300 m südlich von Grab 4 befinden sich die Großsteingräber bei Nustrow, 2,3 km nordnordöstlich das Großsteingrab Schabow, 2,9 km nordwestlich die Großsteingräber bei Liepen.

## Forschungsgeschichte
Drei Gräber wurden erstmals 1873 durch Georg Christian Friedrich Lisch beschrieben, dessen Angaben später von Friedrich Schlie und Robert Beltz übernommen wurden. Ernst Sprockhoff nahm am 6. April 1933 erstmals alle vier Gräber für seinen Atlas der Megalithgräber Deutschlands auf. Im November und Dezember 1970 wurden die vier Anlagen zusammen mit den zwei Großsteingräbern bei Nustrow von Ewald Schuldt ausgegraben.

## Beschreibung

### Grab 1

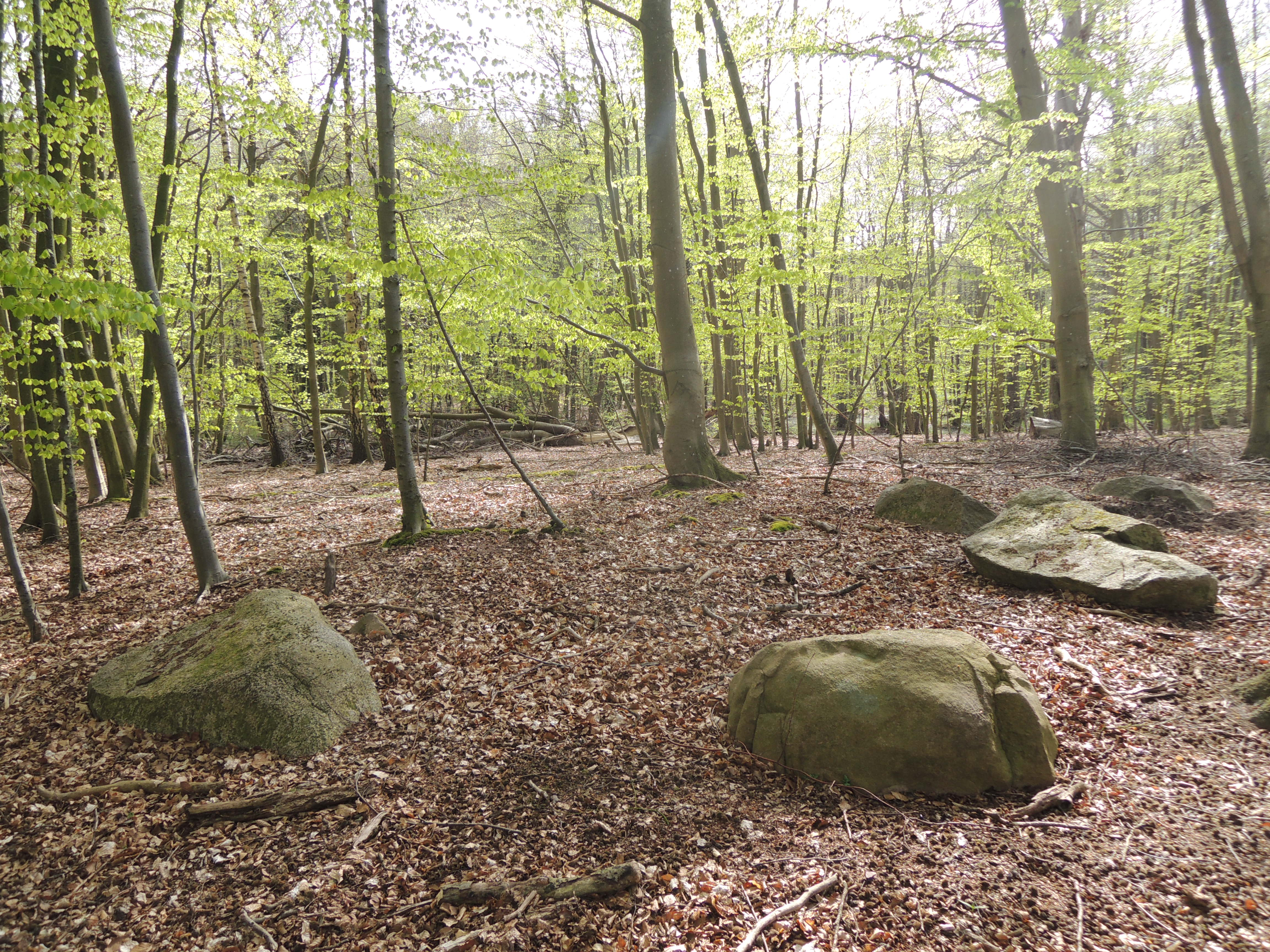
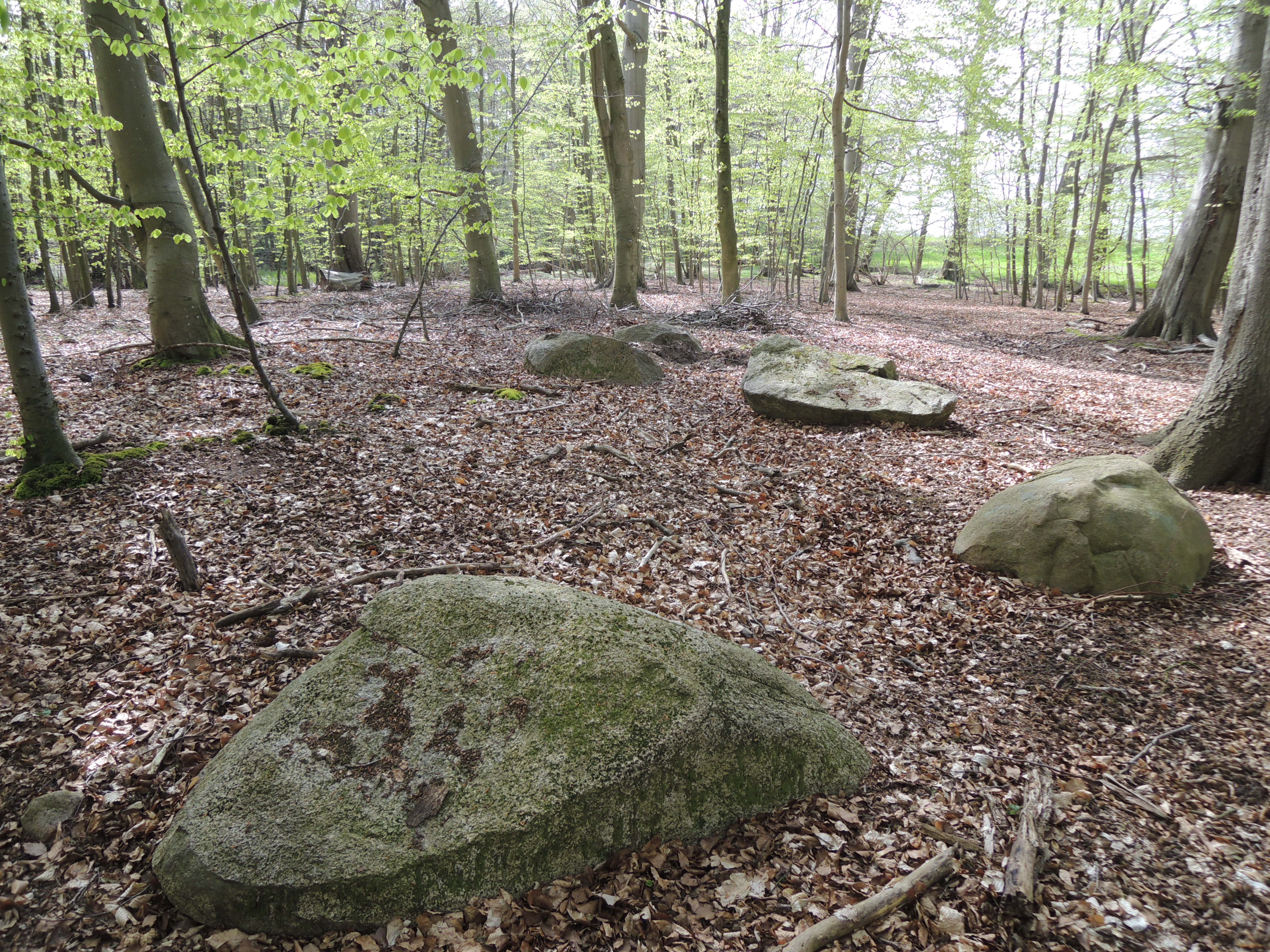
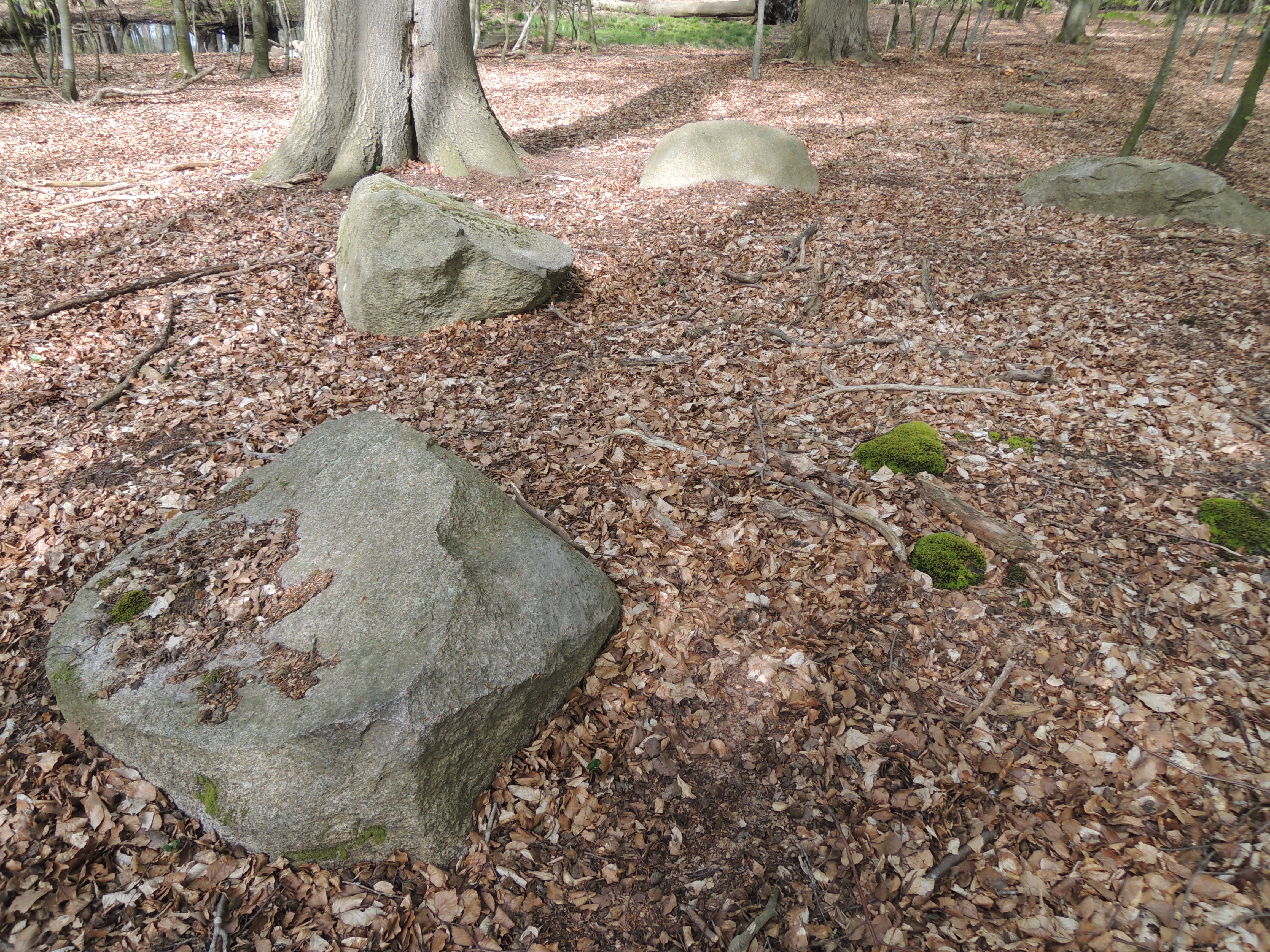
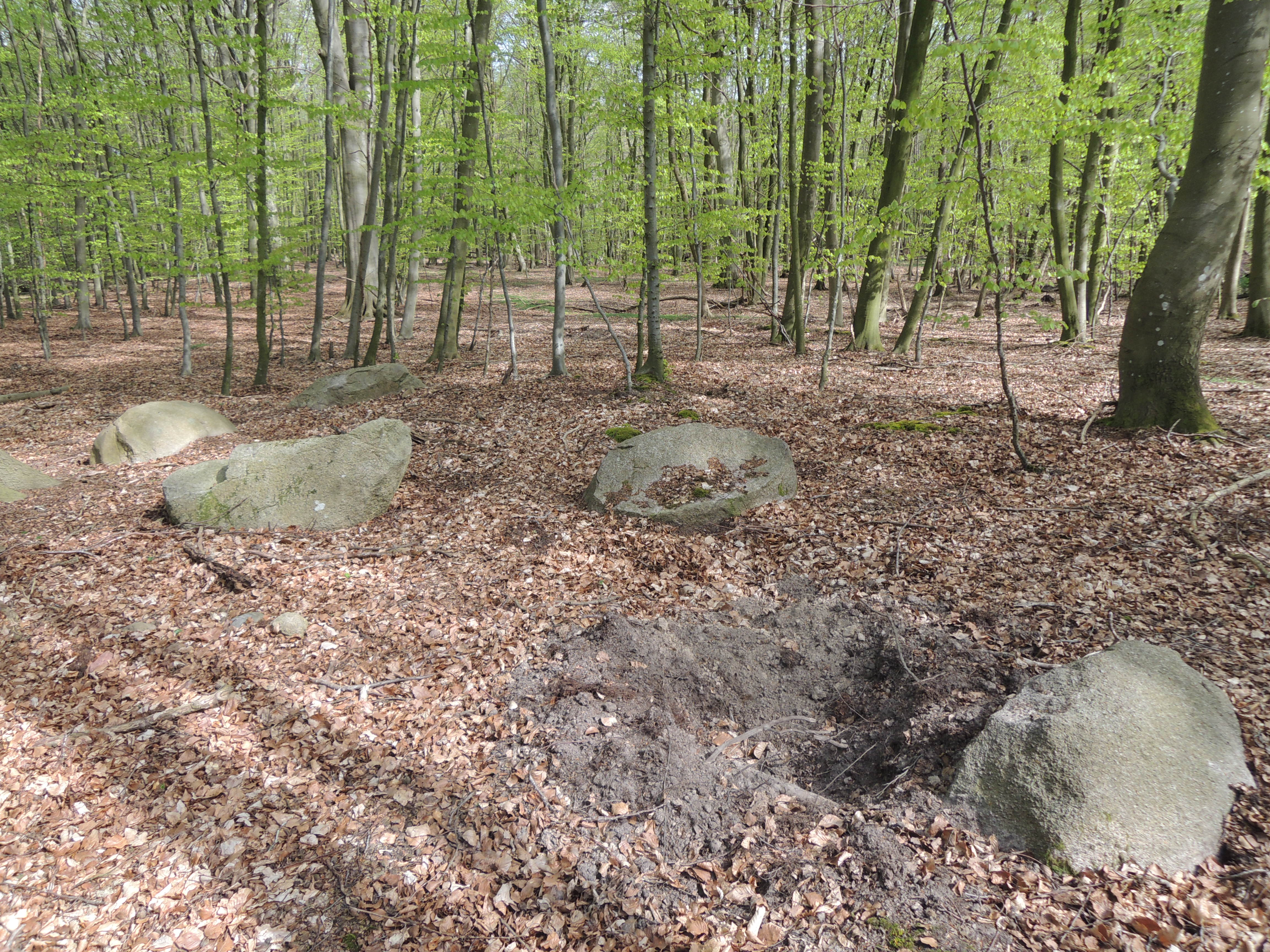

Von Grab 1 sind noch fünf große Steine vorhanden, die alle von ihrer ursprünglichen Position verschleppt und teilweise gesprengt wurden. Bereits 0,2 m unter der heutigen Oberfläche stieß Schuldt auf die Reste zweier menschlicher Skelette, bei denen es sich um slawische Nachbestattungen gehandelt haben dürfte. Zwar wurden direkt bei den Toten keine Grabbeigaben entdeckt, jedoch wurden in unmittelbarer Nähe verzierte Keramikscherben angetroffen.
In 0,25 m Tiefe stieß Schuldt auf den Kammerboden, der ein stark zerstörtes Pflaster aus Rotsandstein-Platten aufwies. Die Grabkammer war nordost-südwestlich orientiert. Ihre ursprüngliche Größe konnte nur grob auf 5 m Länge und 2 m Breite geschätzt werden. Der Grabtyp war nicht mehr bestimmbar, aufgrund der Größe kann es sich aber nur um einen Großdolmen oder ein Ganggrab gehandelt haben. Von den ursprünglichen trichterbecherzeitlichen Bestattungen waren keine Reste mehr vorhanden. An Grabbeigaben wurden einige unverzierte Scherben, eine querschneidige Pfeilspitze aus Feuerstein und ein aus einem Schmalmeißel angefertigter Feuerschläger gefunden.

### Grab 2

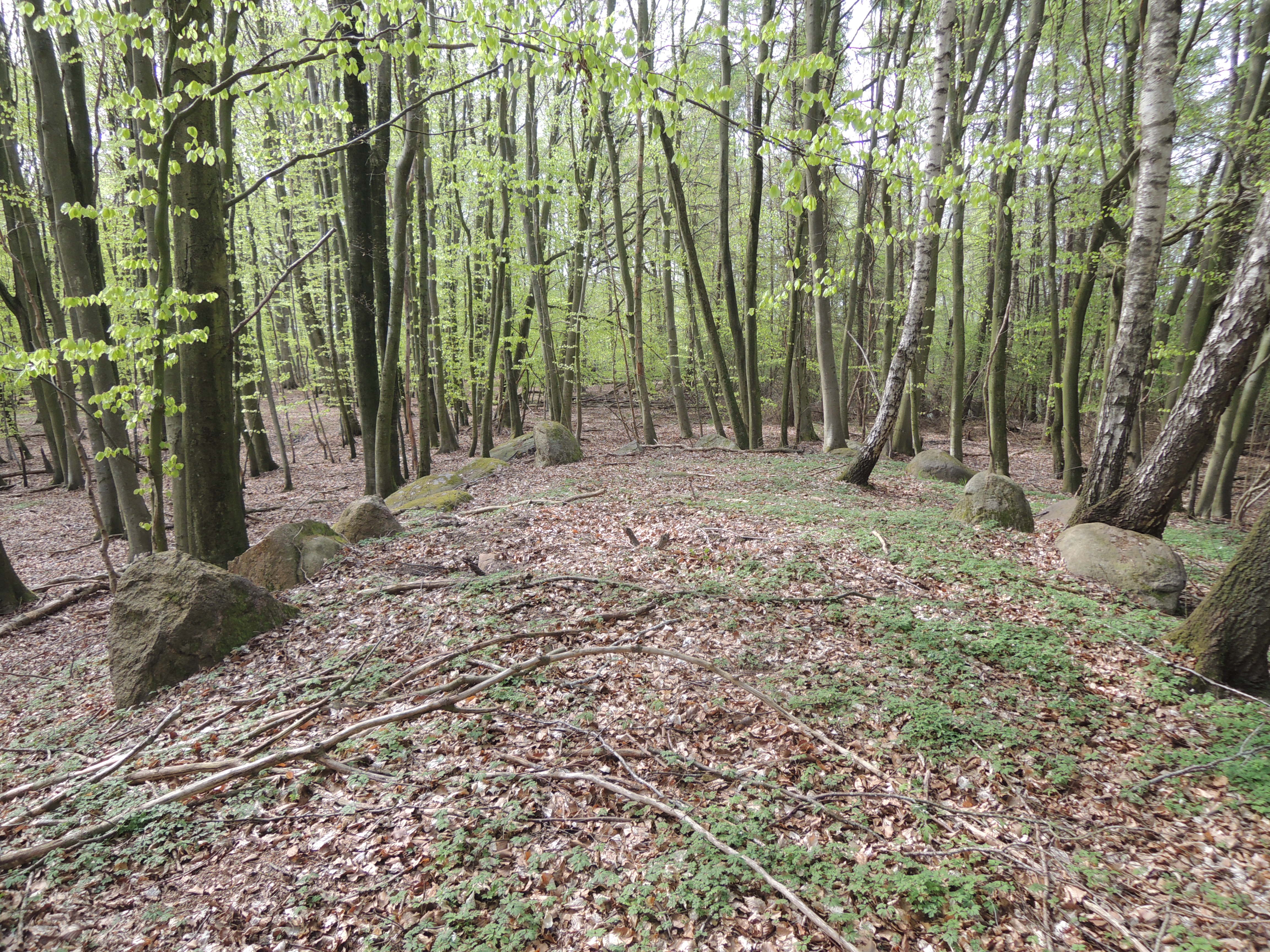
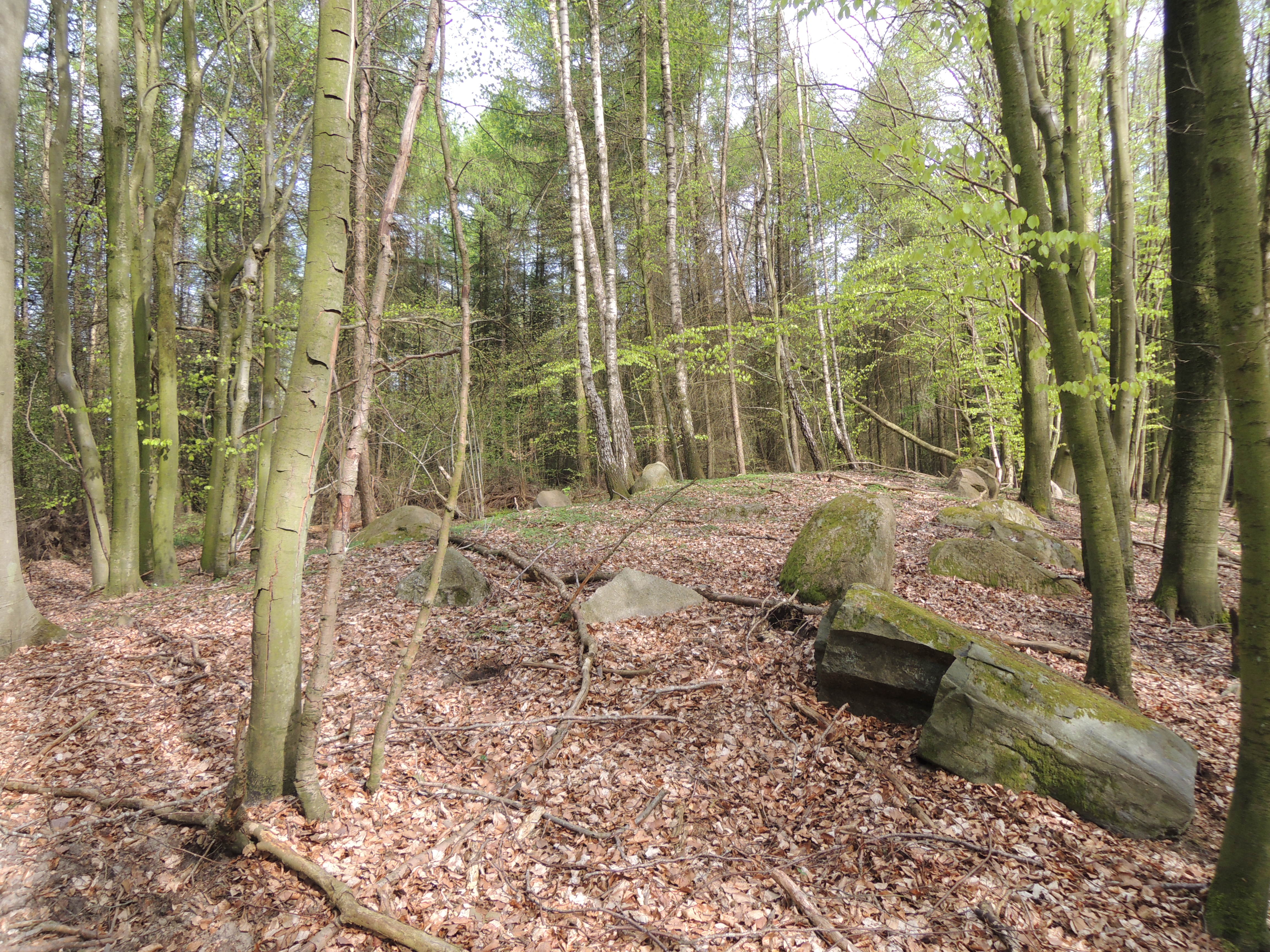
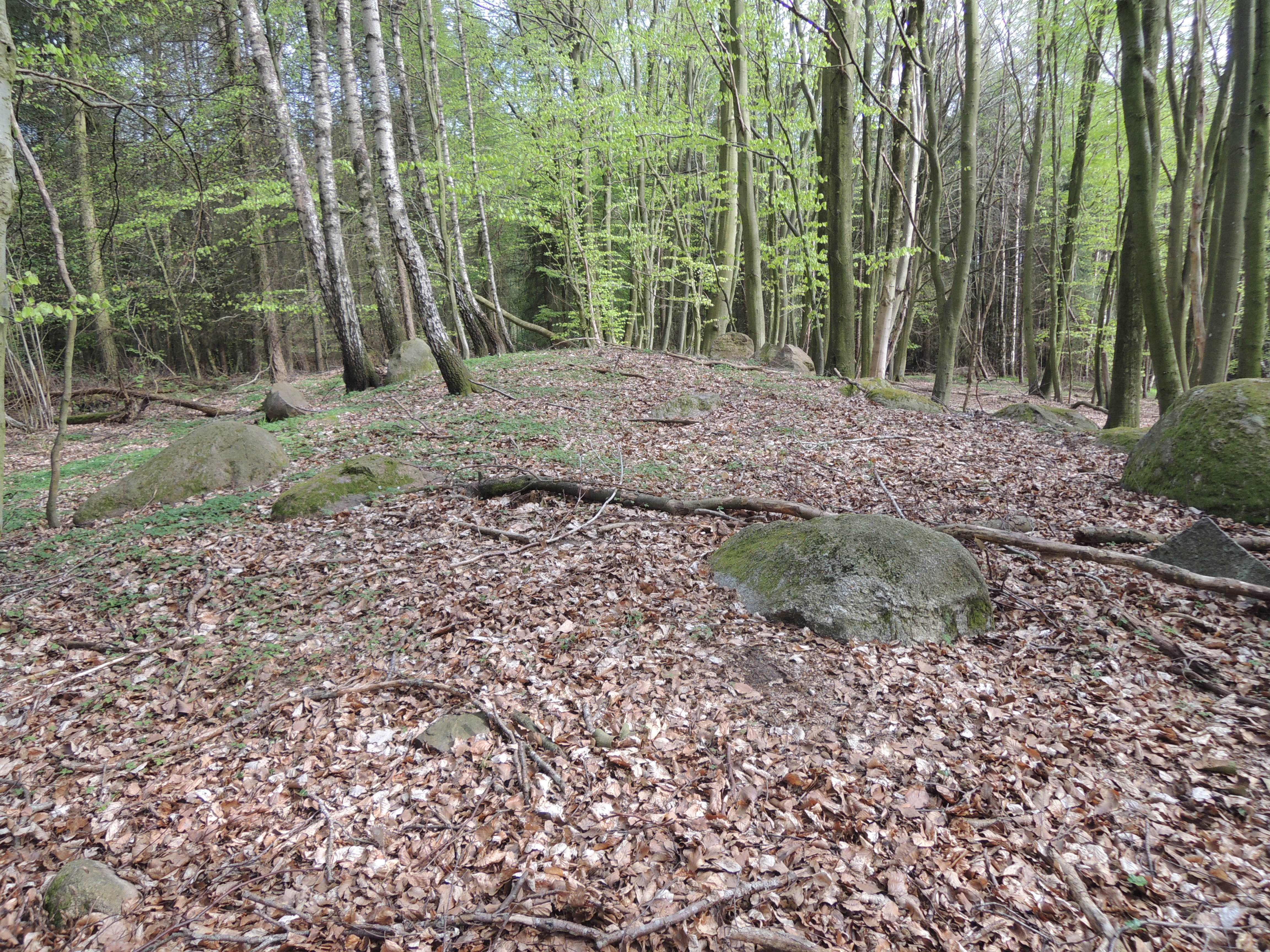
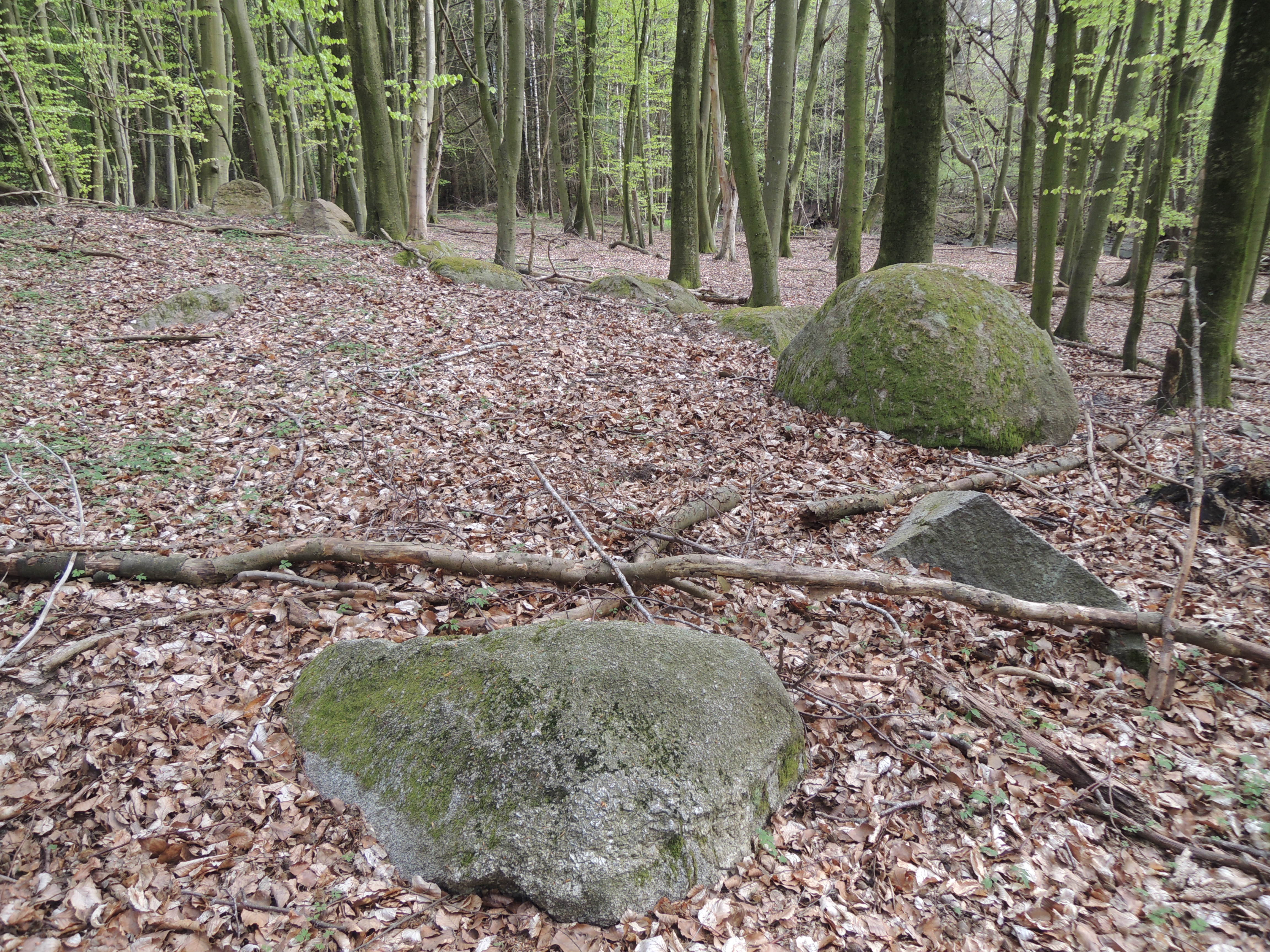

Grab 2 besitzt ein nordwest-südöstlich orientiertes, rechteckiges Hünenbett mit einer Länge von 25 m und einer Breite von 6 m. Von der Umfassung sind jeweils zehn Steine an den Langseiten, einer an der südöstlichen und zwei an der nordwestlichen Schmalseite erhalten. Hinzu kommen zwei der Nordwestseite vorgelagerte Wächtersteine.
Das Hünenbett ist mit lehmigem Boden etwa 1,3 m hoch aufgeschüttet. Im Nordwesten befindet sich ein einzelner Deckstein mit einer Länge von 1,2 m und einer Breite von 0,8 m. Unter dem Stein entdeckte Schuldt ein Bodenpflaster aus Rotsandstein-Platten. Wand- oder Verkeilsteine wurden nicht angetroffen. Da das Pflaster nur 1,3 m lang und 0,7 m breit ist, dürfte die Grabkammer als Urdolmen anzusprechen sein. Reste der ursprünglichen Bestattung waren nicht vorhanden. Von den Grabbeigaben waren nur noch einige Keramikscherben erhalten.
2 m östlich des Decksteins wurden zwei slawenzeitliche Nachbestattungen entdeckt. Diese waren mit Rotsandstein-Platten und Rollsteinen überdeckt, wofür offenbar Bausubstanz der trichterbecherzeitlichen Grabkammer verwendet wurde. Den Boden des Grabes bildete eine flache, mit Rotsandsteinplatten ausgelegte Mulde. Kalksteine in der Abdeckung und zwischen den Knochen haben die Skeletterhaltung begünstigt. An Grabbeigaben wurden ein eisernes Messer und einige Keramikscherben entdeckt. Letztere gehören der Teterower Gruppe an und datieren die Nachbestattungen in das 11. oder 12. Jahrhundert.

### Grab 3

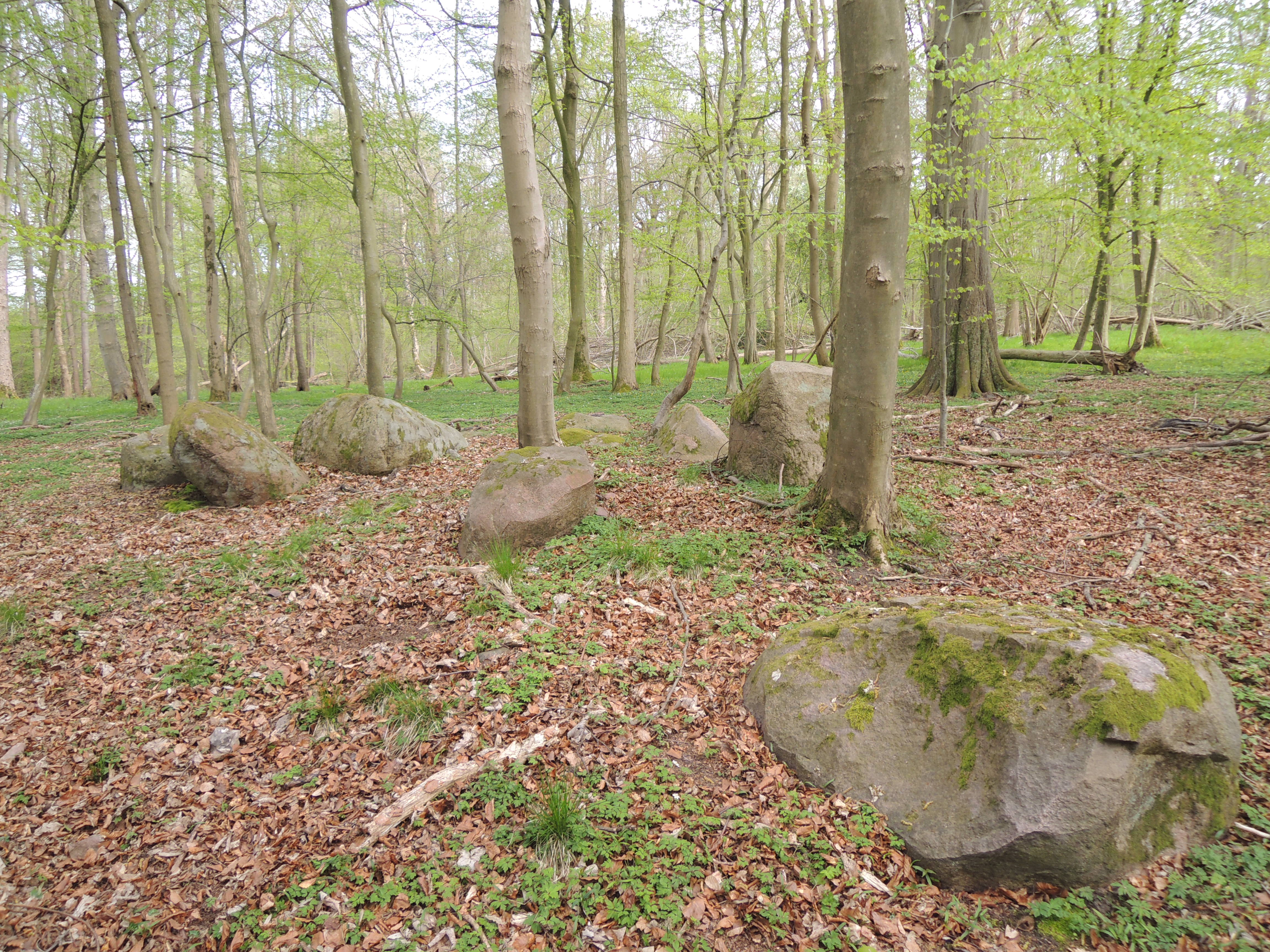
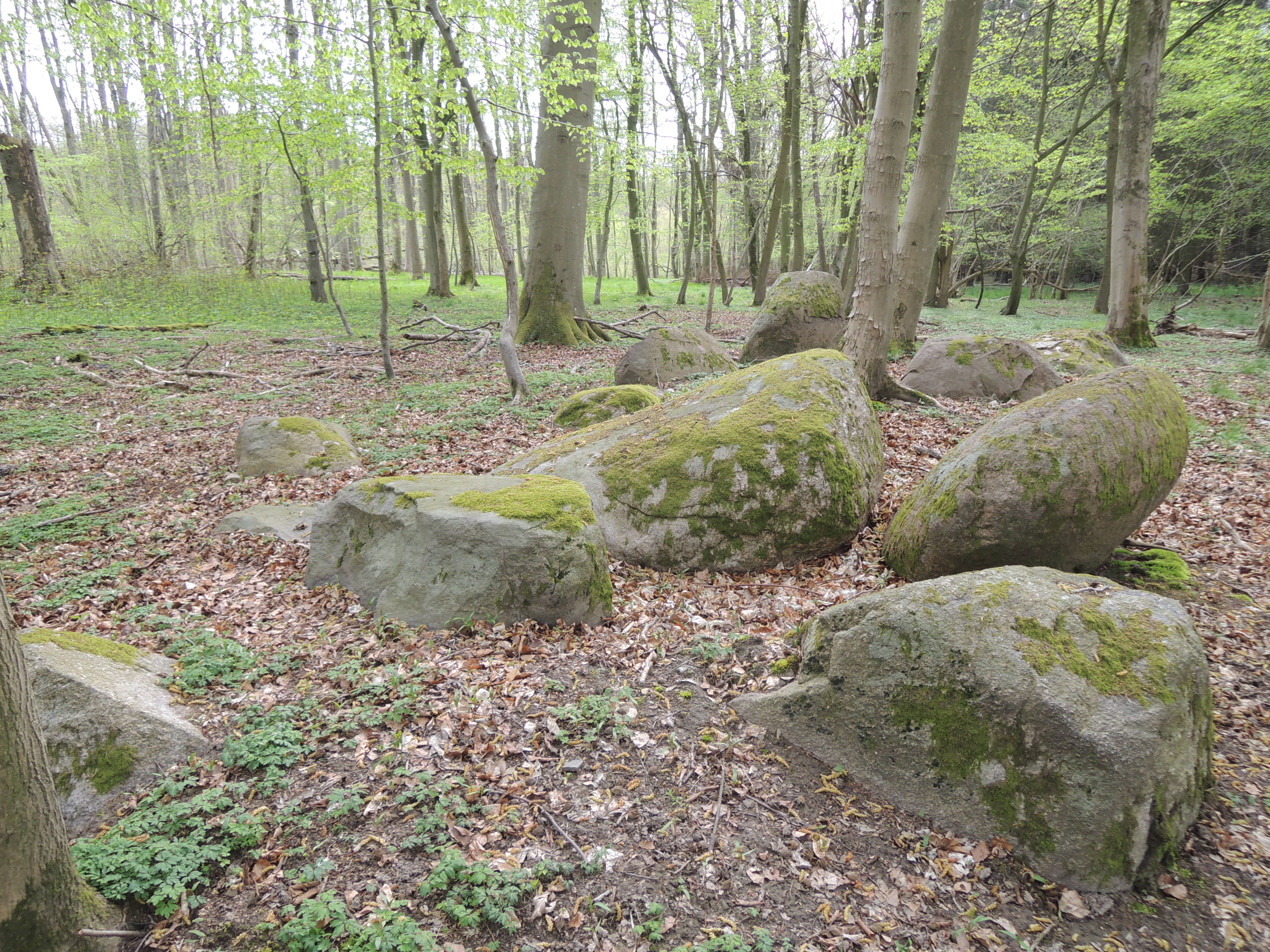
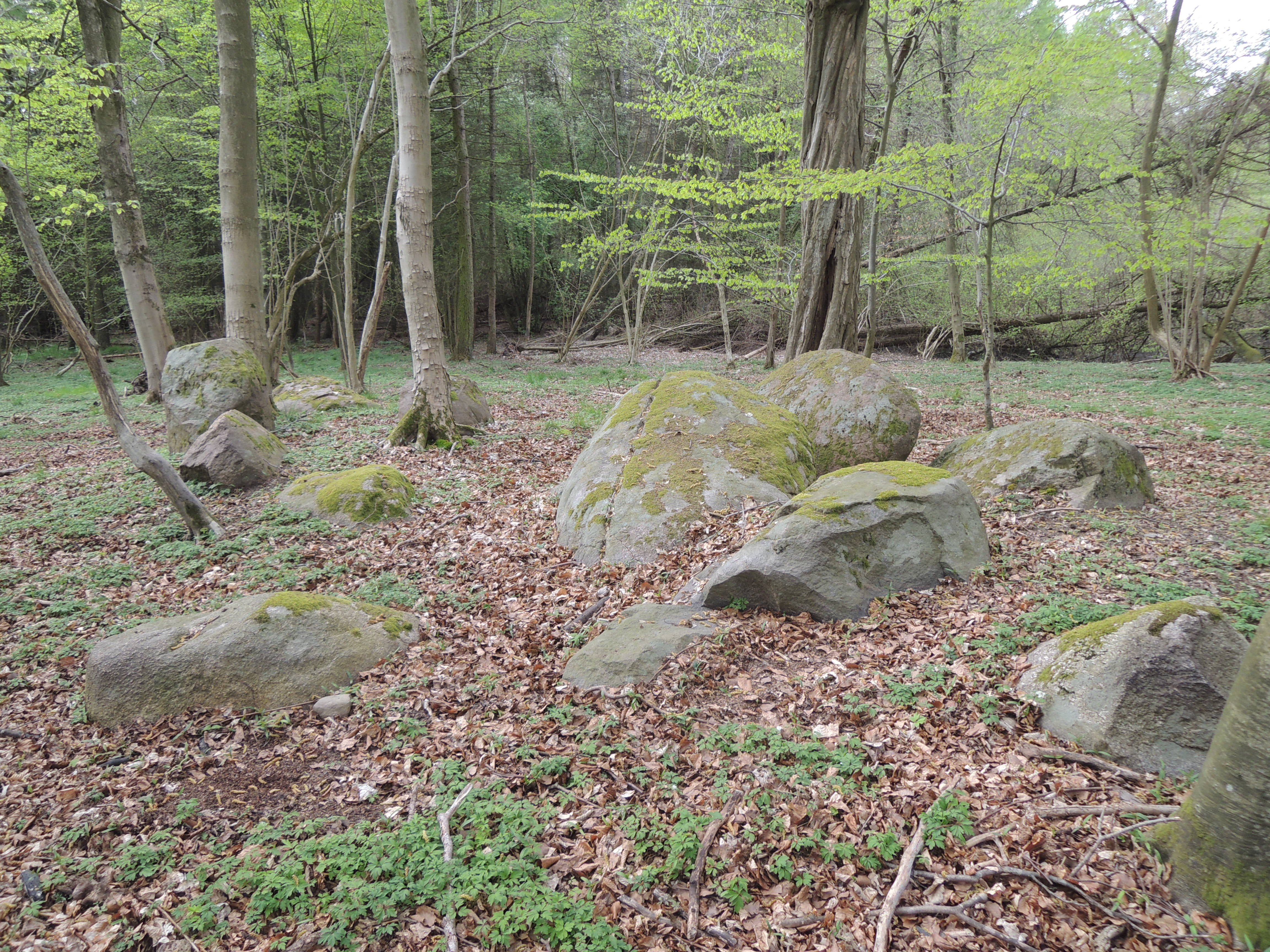
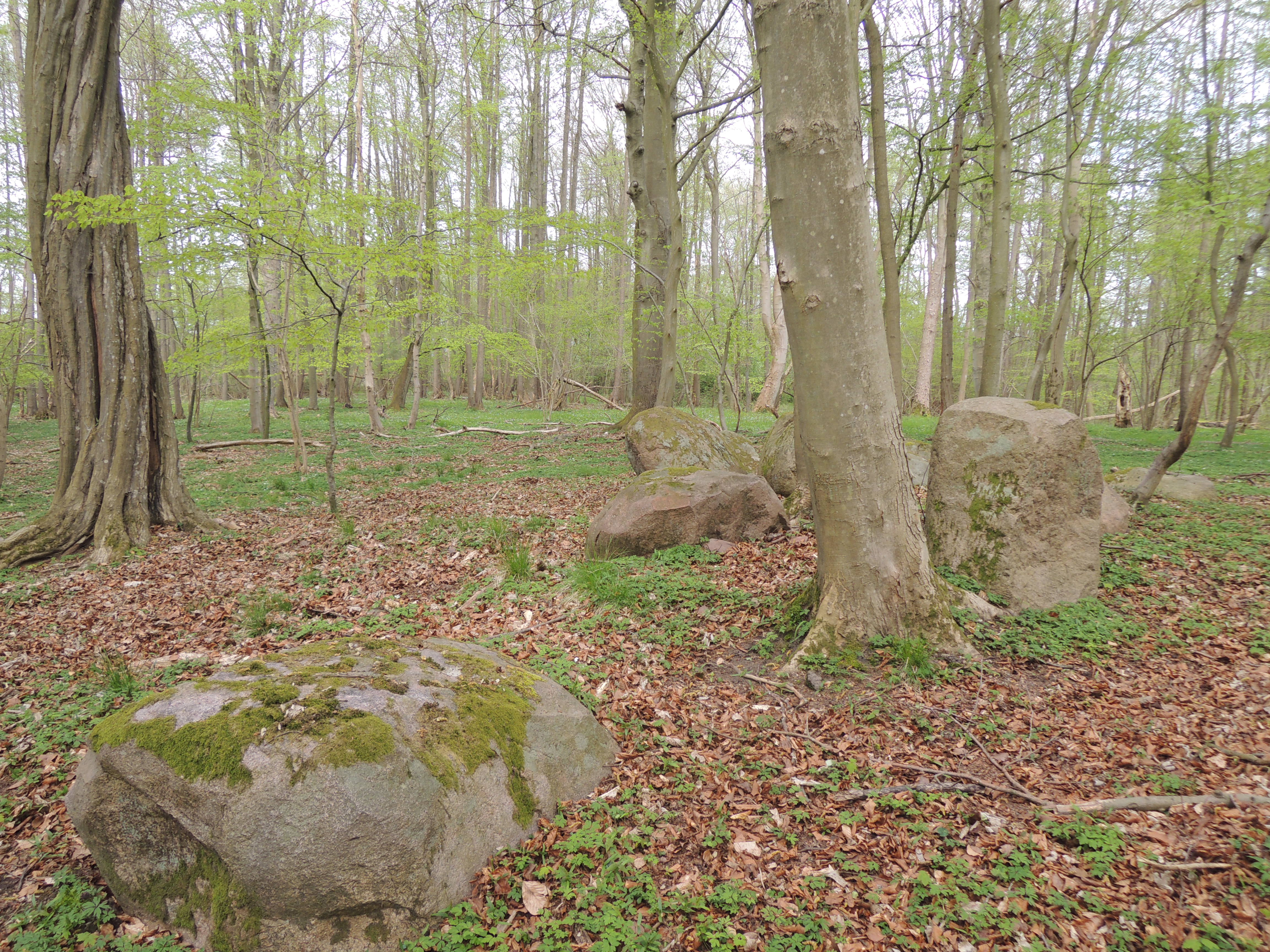

Grab 3 besitzt eine ost-westlich orientierte Kammer, bei der es sich um ein Ganggrab handelt. An der nördlichen Langseite sind noch drei Wandsteine vorhanden, von denen die beiden östlichen nach außen und der westliche nach innen geneigt sind. Dazwischen fehlt ein Stein. Die südliche Langseite weist noch vier Wandsteine auf. Von Westen aus gesehen stehen der erste und dritte Stein in situ, der zwei ist verschoben und der vierte nach außen verschleppt. An der Südostecke stand möglicherweise ein fünfter Stein. Die beiden Abschlusssteine der Langseiten sind erhalten, stehen aber nicht mehr in situ. Der östliche ist nach außen geneigt, der westliche verschleppt. Von den ursprünglich wohl vier Decksteinen sind die zwei östlichsten erhalten. Beide liegen im Inneren der Kammer. Einer ist gesprengt; der zweite weist zwar Keillöcher auf, die Sprengung wurde aber nicht durchgeführt. Die Kammer hat nach Schuldt eine Länge von 7 m und eine Breite von 1,8 m. An der südlichen Langseite wurde bei einer Sondagegrabung das Pflaster eines Gangs aus kleinen Rotsandstein-Stücken entdeckt.

### Grab 4

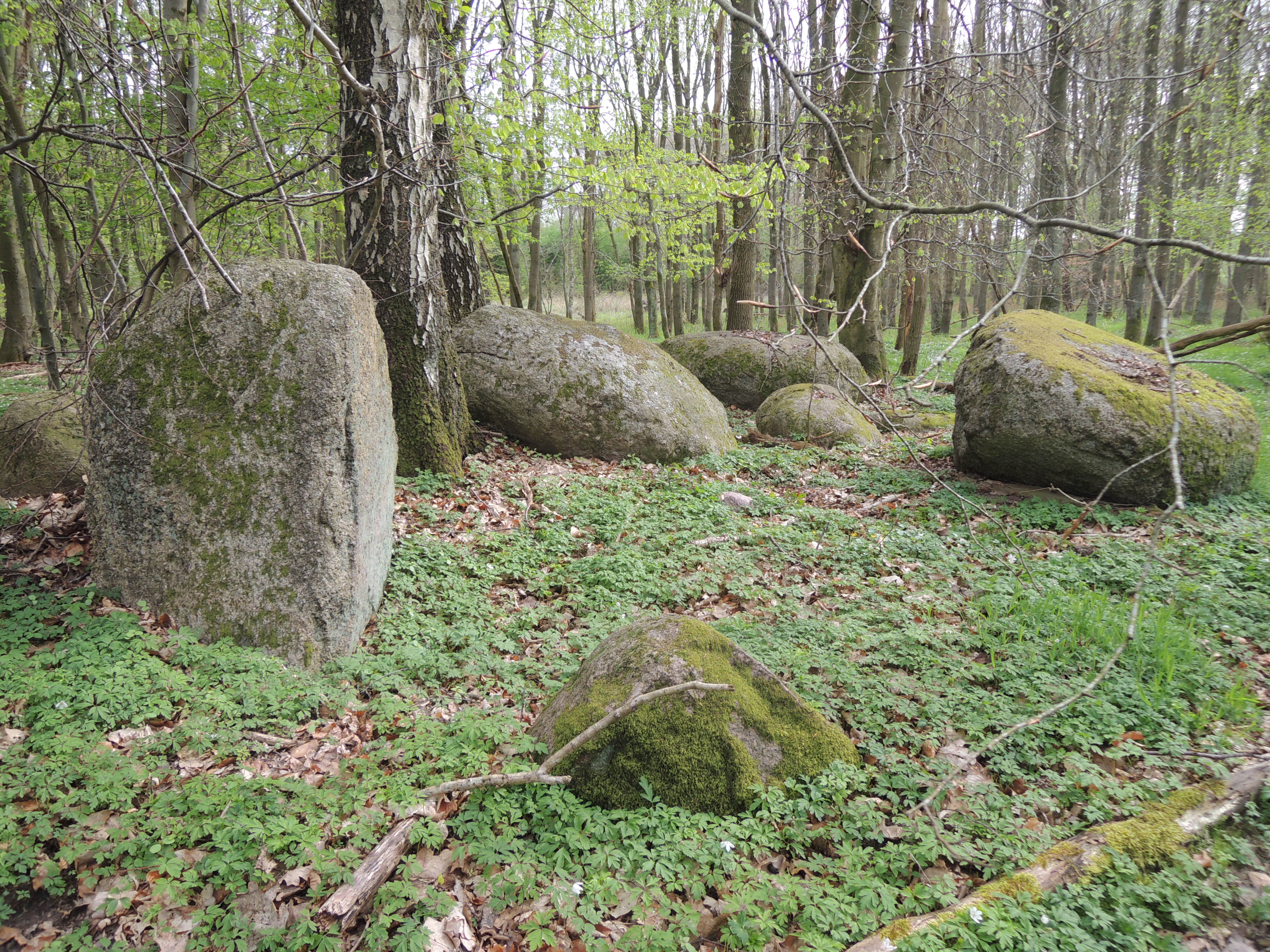
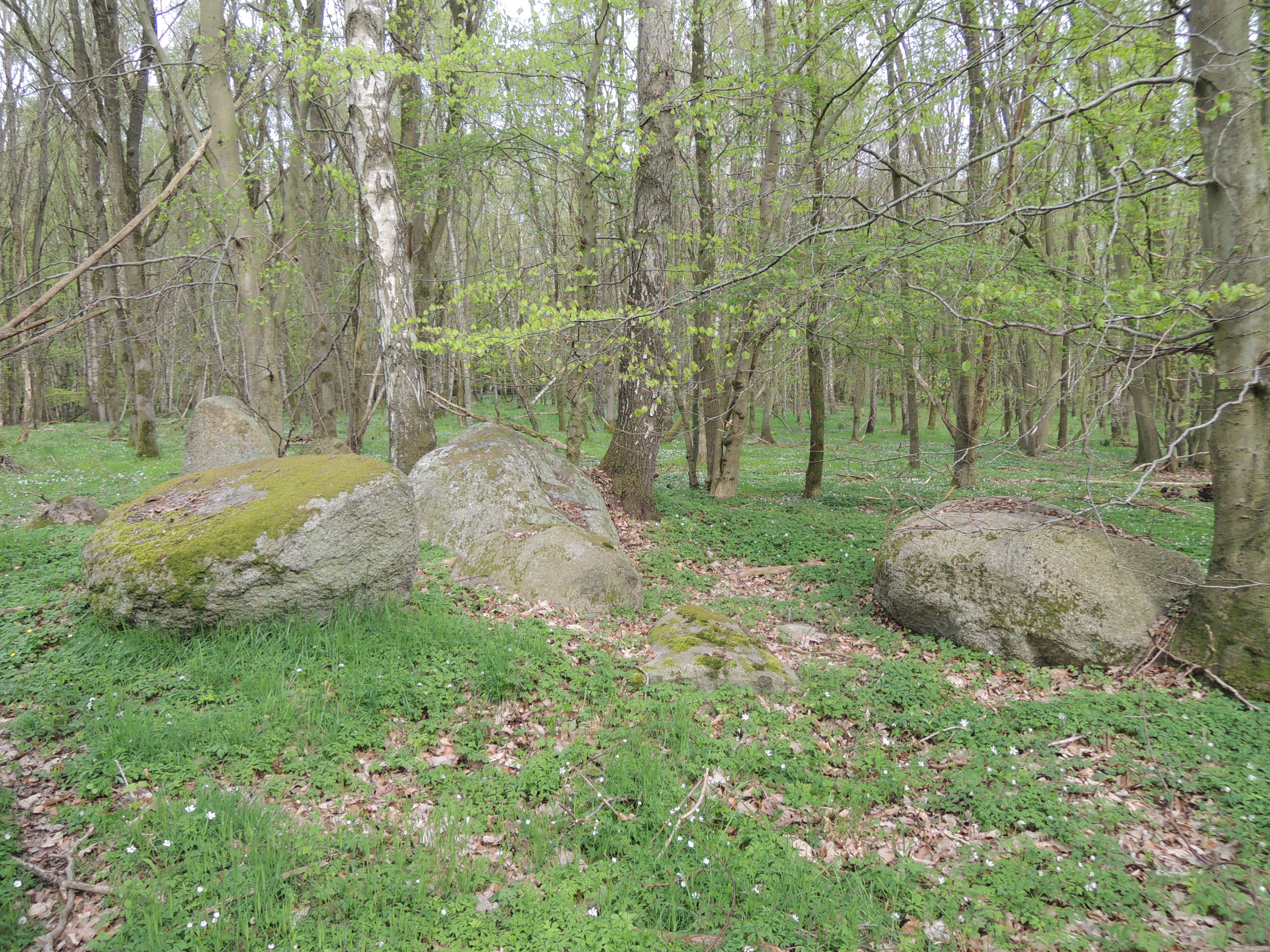
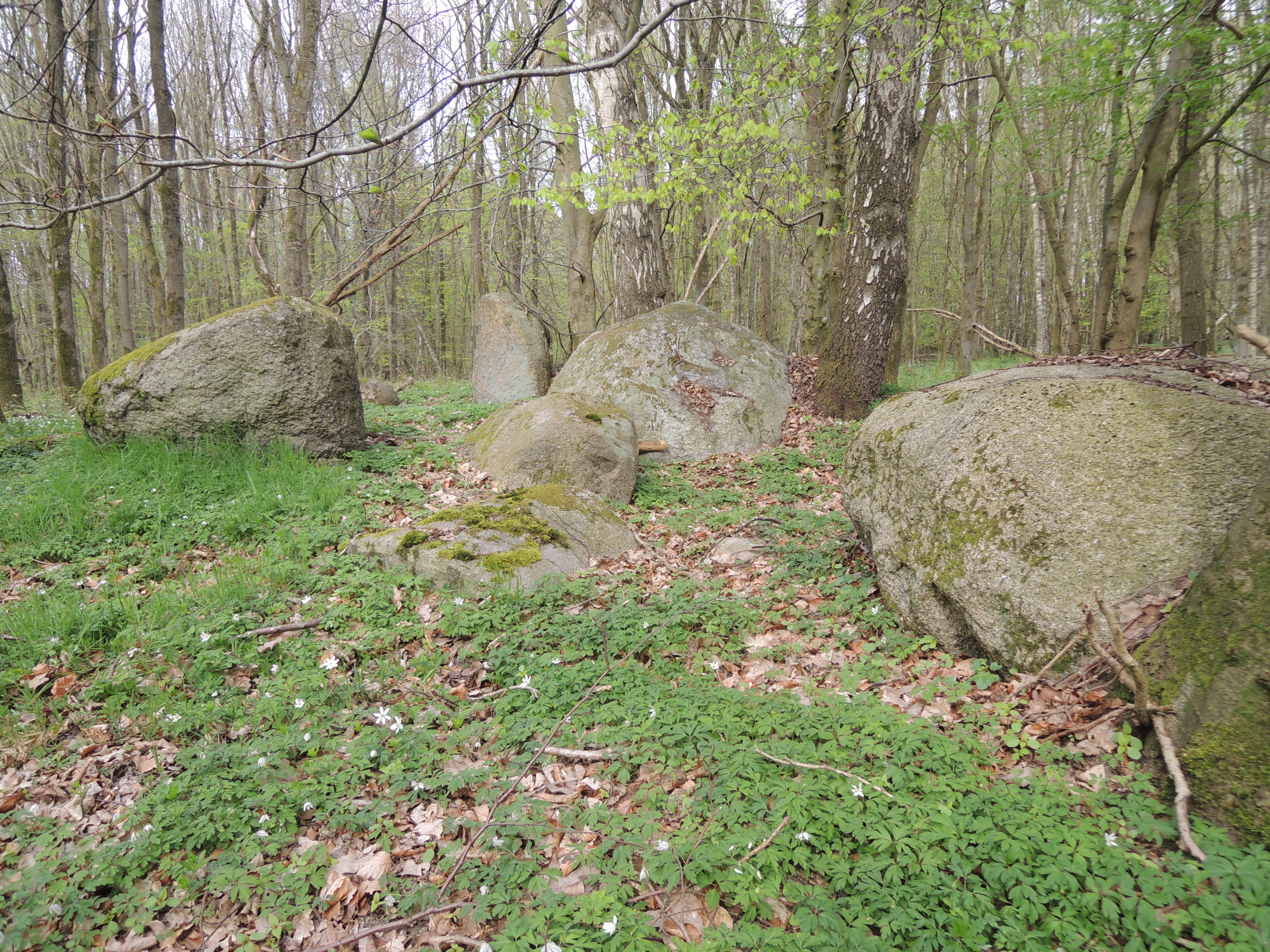
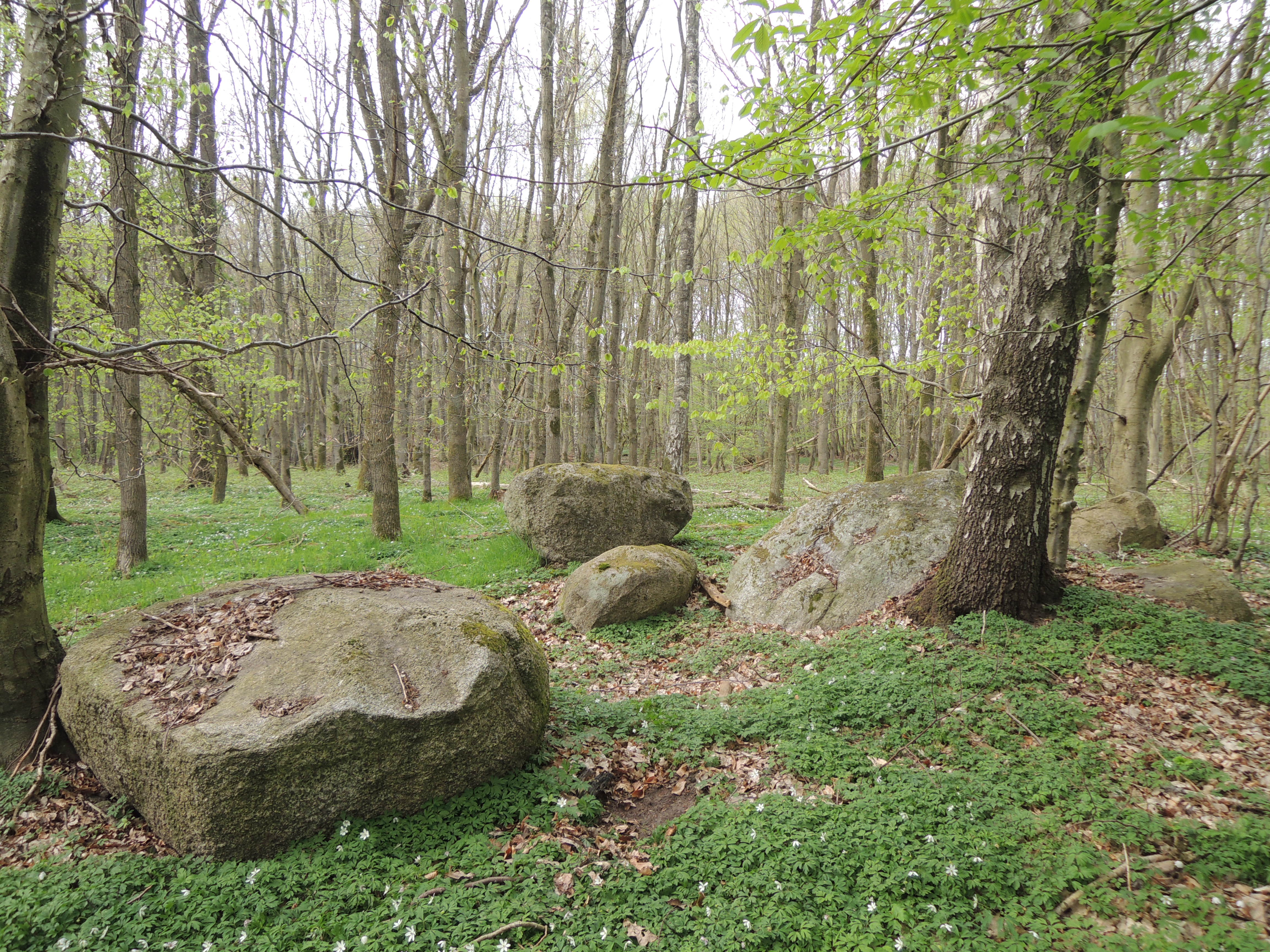

Grab 4 besitzt eine stark zerstörte nord-südlich orientierte Grabkammer, die als Großdolmen anzusprechen ist. Es sind alle drei Wandsteine der östlichen und einer der westlichen Langseite erhalten. Zwei Wandsteine standen nach Sprockhoffs Ansicht noch in situ, was Schuldt bei seiner Grabung aber nicht bestätigen konnte. Der südliche Abschlussstein fehlt, der nördliche ist sehr schmal und lässt somit einen Zugang frei. Alle drei Decksteine sind noch vorhanden. Sie liegen im Inneren der Kammer. Der mittlere ist der Größte. Er hat eine Länge von 2,4 m, eine Breite von 1,6 m und eine Dicke von 0,9 m. Die Kammer hatte eine Länge von etwa 4,5 m und eine Breite von 1,6 m.